# 混合经济
混合经济（英语：Mixed economy）是在基本经济制度既定的条件下，为促进稀缺资源的合理配置，而由一系列有机联系并相互制约的机制、制度、组织、决策等方式而形成的复合体。混合经济是多种所有制结构、多种经济主体、多种资源配置方式、多种市场结构、多种分配方式的混合。因此，事实上并不存在对于混合经济的单一定义。资本主义国家中的混合经济一般指市场机构和政府干预相结合的经济制度，这一种以私有制为基础的经济运行体制。以中国为首的社会主义国家中的混合经济一般指混合所有制经济，被认作一种社会主义基本经济制度。

## 当代资本主义国家的混合经济
公认的关于混合经济体制的定义大致可分为三类：第一类将混合经济定义为资本主义特征与社会主义特征的并存；第二类把混合经济定义为市场因素与计划因素的混合；第三类则把混合经济定义为国家借助宏观经济政策和政府组建的公共部门而进行的市场管理。
中国大陆的一些经济学家认为混合经济是当代西方国家的社会目标补足私人目标，以政府经济政策补足个人经济政策，以政府调控补足市场调节的一种经济体制。在这种体制下，国家与市场，政府与企业和个人通过职能分工与合作，以实现国家经济的稳定增长和社会福利的最大化。
由于涉及到国家对市场的干预，因此西方的混合经济中常出现国有制与私有制的混合。

## 社会主义国家的混合所有制经济
各种社会主义者已经将混合经济理解为社会所有制和私营企业的混合体，并将其作为资本主义与社会主义之间的必要过渡形式进行了预测和主张。
中国大陆官方将其描述为以公有制为主体、多种所有制经济共同发展的所有制结构。1997年，混合所有制经济一词首次出现在中共中央文件中。中共十八届三中全会通过的《中共中央关于全面深化改革若干重大问题的决定》中提出“积极发展混合所有制经济”，明确“国有资本、集体资本、非公有资本等交叉持股、相互融合的混合所有制经济，是基本经济制度的重要实现形式”。2015年8月，中共中央、国务院印发了《关于深化国有企业改革的指导意见》，表示要推进国有企业混合所有制改革。
德国社会民主理论家爱德华·伯恩施坦（Eduard Bernstein）提倡一种混合经济形式，认为在资本主义自行发展为社会主义之前的很长一段时间内，公共，合作和私人企业的混合系统是必要的。
越南官方将其描述为社会主义主导的市场经济。

### 与股份制经济的关系
混合所有制经济一定是股份制经济，但并不是所有的股份制经济都是混合所有制经济。